# Kosmulja
Kosmúlja (znanstveno ime Ribes uva-crispa; syn. R. grossularia) je grmovnica iz rodu grozdičja. Doma je v Evropi, severozahodni Afriki in jugovzhodni Aziji. S sorodnimi vrstami jo včasih povezujejo v podrod Grossularia. V Severni Ameriki domuje sorodna vrsta, severnoameriška kosmulja (Ribes hirtellum). Zreli plodovi kosmulje so zeleni, rumeni ali rdeči, odvisno od sorte.
Od pogostejšega vrtnega ribeza se najbolj loči po tem, da ima na vejicah, tudi blizu plodov, trne ter da rastejo plodovi posamič in ne v grozdih kot pri ribezu.
Josta je hibrid med črnim ribezom in kosmuljo, katerega posebna lastnost je, da nima trnov.